# Gerhard Börner
Gerhard Börner (* 20. April 1941 in Plauen) ist ein deutscher Astrophysiker.
Börner studierte an der Ludwig-Maximilians-Universität München und wurde dort bei Hans-Peter Dürr und Werner Heisenberg promoviert mit einer Arbeit über der von Heisenberg unter Mitarbeit von Dürr entwickelten einheitliche Feldtheorie in der Kosmologie. Danach war er für die Zeit von drei Jahren Postdoc in Japan und den USA. In dieser Zeit wandte er sein Forschungs-Interesse der Astrophysik zu und arbeitete unter anderem über die Struktur von Neutronensternen, die Physik von Pulsaren und über Röntgenstrahlungsquellen.
Nach seiner Rückkehr nach München 1973 wurde er Mitarbeiter des Max-Planck-Institut für Astrophysik (MPA). Seit 1983 ist er Professor für Physik an der Universität München. 1984 war er Gastprofessor an der Universität Zürich. Ab 1986 liegt ein Schwerpunkt seiner wissenschaftlichen Arbeit in der Kosmologie, die er als ein neues Forschungsgebiet am MPA einführte.
Börner ist Autor einer Reihe populärwissenschaftlicher Bücher über Kosmologie und Astrophysik und eines Fachbuchs über Kosmologie.

## Schriften
- The early universe - facts and fiction, Springer 1988, 4. Auflage 2003, ISBN 3540441972 (700 Seiten)
- Kosmologie, Fischer Kompakt, 2002, ISBN 3596153557
- Das neue Bild des Universums - Quantentheorie, Kosmologie und ihre Bedeutung, Pantheon, München, 2009, ISBN 357055077X
- Schöpfung ohne Schöpfer?, Deutsche Verlagsanstalt 2006
- Gott und der Urknall, Freiburg, Alber 2004

## Verweise
1. ↑  Feldtheorien im de Sitter-Raum unter besonderer Berücksichtigung der nichtlinearen Spinortheorie

| Personendaten    | Personendaten           |
| ---------------- | ----------------------- |
| NAME             | Börner, Gerhard         |
| KURZBESCHREIBUNG | deutscher Astrophysiker |
| GEBURTSDATUM     | 20. April 1941          |
| GEBURTSORT       | Plauen                  |